# Die Sage vom stolzen Aggäus
Die Sage vom stolzen Aggäus, auch Die Geschichte vom stolzen Aggäus (russisch Сказание о гордом Аггее, Skasanije o gordom Aggeie), ist eine Legende des russischen Schriftstellers Wsewolod Garschin, die 1886 im Aprilheft der Zeitschrift Russkaja Mysl in Moskau erschien.

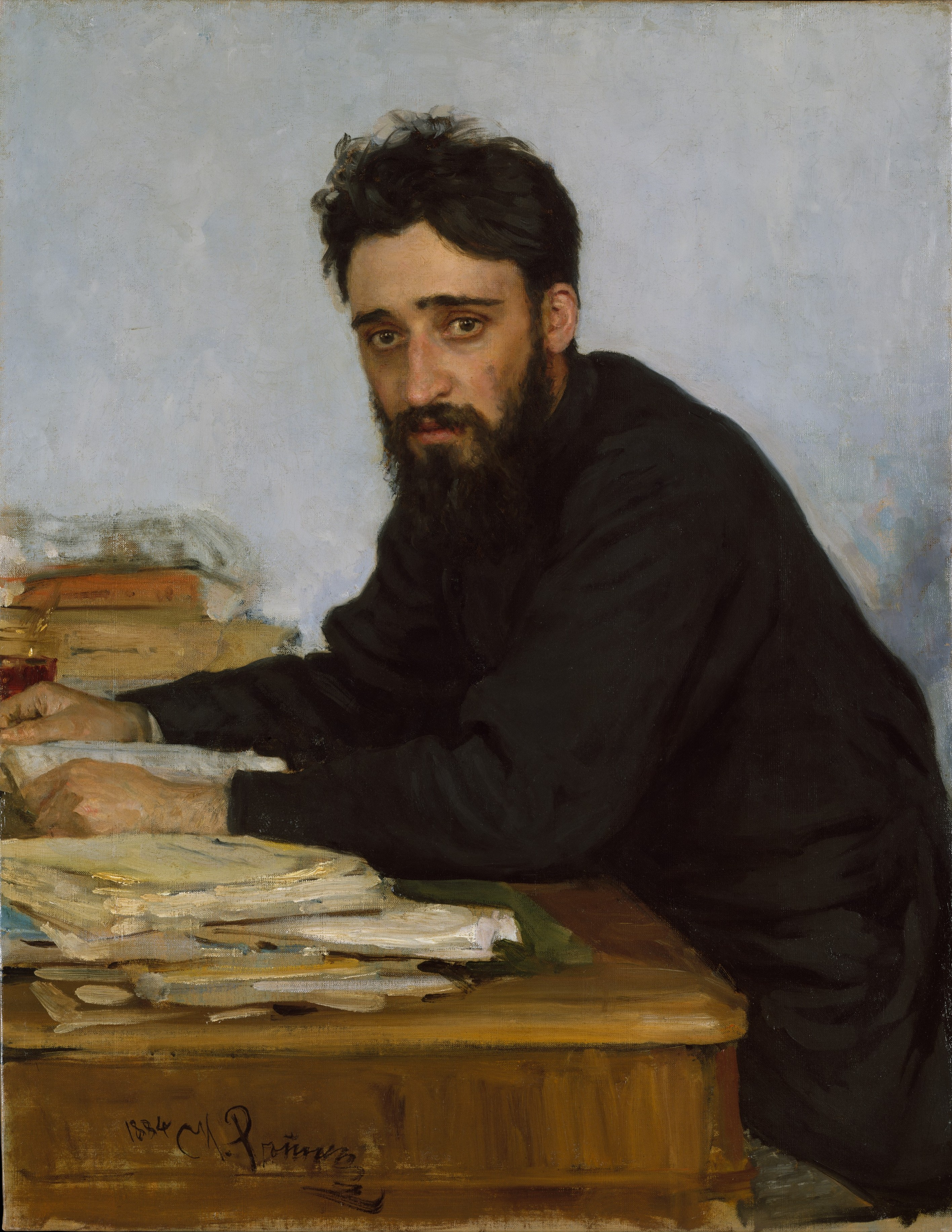
Ilja Repin 1884: Wsewolod Garschin

Gott, der Herr, hatte in einem Lande Aggäus die volle Macht verliehen. Einsam – aus seinem Palast von oben herab – herrschte Aggäus. Er wollte nichts von dem gemeinen Volk wissen. Mit seiner Gemahlin lebte der Herrscher in Eintracht. Sie durfte ihn aber nicht einfach ansprechen, sondern ihr war nur Erwiderung auf seine Anrede gestattet. Als während des Gottesdienstes der Oberpriester Gottes Wort predigte, das da prophezeit: „Die Reichen werden arm, aber die Bettler werden reich“, ließ Aggäus den Geistlichen einkerkern. Darob erzürnte sich Gott.
Als Aggäus einen Hirsch jagte, sprang die vermeintliche Beute in einen Fluss und schwamm auf eine Insel. Aggäus sah sich am Ufer um. Das Gefolge war außer Sichtweite zurückgeblieben. Der Herrscher entkleidete sich und schwamm zu der Insel.
Gott, der Aggäus immer noch zürnte, nutzte die günstige Gelegenheit und schickte einen Engel auf die Erde. Dieser landete neben den Kleidern um Ufer, musste auf göttliche Weisung Aggäus' Gestalt annehmen, dessen Kleider anziehen und die Stelle des Herrschers im Palast einnehmen.
Während der Engel im Palast herrschte, wurde der nackte Aggäus von keinem Untertanen erkannt, sondern verlacht und verspottet. Ein mitleidiger Hirte kleidete ihn in einen Sack. In seiner Stadt bekam Aggäus abgetragene Kleider geschenkt und durfte auf dem Bau Ziegel tragen. Sein Brief an die Gemahlin blieb unbeantwortet. Der Engel regierte das Land jahrelang. Als Aggäus in dem amtierenden Herrscher nicht sein Abbild, sondern den Engel Gottes erkannte, flüchtete er entsetzt aus der Stadt. Die Gemahlin beklagte sich, weil keine eheliche Pflicht mehr erfüllt werden musste. Der Engel versetzte, er habe gelobt, die Frau nicht anzurühren.
Als der Engel alle Bettler und Bedürftigen des Landes zu sich in den Palast geladen hatte, kam auch Aggäus als Begleiter einer Blindenschar. Strahlend verkündete der Engel dem Blindenführer, seine Strafe sei verbüßt. Er dürfe wieder herrschen. Aggäus lehnte ab und blieb bei der Blindenschar. Der Engel verließ den Körper des Herrschers. Letzterer wurde beweint und beerdigt. Der Engel trat vor Gott.

## Deutschsprachige Ausgaben
Verwendete Ausgabe:
- Die Sage vom stolzen Aggäus. Eine alte russische Legende. S. 422–434 in Wsewolod M. Garschin: Die Erzählungen. Übertragen und mit Nachwort von Valerian Tornius. 464 Seiten. Dieterich’sche Verlagsbuchhandlung, Leipzig 1956 (Sammlung Dieterich, Bd. 177)